# Ntare V van Burundi
Ntare V Ndizeye (Gitega, 2 december 1947 – aldaar, 29 april 1972) was de laatste mwami (= koning) van Burundi van september tot november 1966.
Ntare V stond voor zijn kroning bekend als prins Charles Nadizeye. Hij was de zoon van (Ganwa)koning Mambutsa IV, die sedert 1915 aan de macht was en diens tweede vrouw, koningin Baramparaye. Hij was een jongere broer van kroonprins Louis Rwagasore (1932-1961).
Hij volgde privé-onderwijs in Zwitserland. Na de moord op zijn broer in oktober 1961, werd Charles Ndizeye kroonprins. In juli 1962 werd Burundi een onafhankelijk constitutioneel koninkrijk. In maart 1966 droeg koning Mambutsa IV na rellen zijn koninklijke macht over aan Charles, die regent werd. Na de coup van kapitein Michel Micombero, de staatssecretaris van Defensie, op 11 juli 1966, werd Mambutswa afgezet en werd kroonprins Charles staatshoofd. Op 1 september 1966 werd Charles onder de naam Ntare V Ndizeye koning (mwami) van Burundi en werd de absolute monarchie hersteld. 
Tijdens een bezoek aan Congo-Kinshasa, in november 1966, werd Ntare V door Micombero afgezet. De laatste riep Burundi uit tot een republiek. Van 1966 tot 1972 verbleef Ntare V in ballingschap in West-Duitsland. In maart 1972 werd hij in opdracht van Idi Amin tijdens een bezoek aan Oeganda uitgeleverd aan Burundi. Ntare V kreeg toestemming zich in het voormalig koninklijk paleis te vestigen. In april 1972, tijdens een mislukte bevrijdingspoging, werd Ntare V vermoord in zijn geboorteplaats Gitega.  